# Crotalaria schlechteri
Crotalaria schlechteri är en ärtväxtart som beskrevs av Baker f.. Crotalaria schlechteri ingår i släktet sunnhampor, och familjen ärtväxter. Inga underarter finns listade i Catalogue of Life.